# Birkedommer
Birkedommer (eller birkefoged) kaldtes indtil 1919 den embedsmand, der forestod et birk.
Birkedommerne i de kongelige birker blev altid beskikkede efter samme regler som herredsfogderne, før 1660 af lensmanden, derefter af kongen. Birkedommerne i de private birker blev oprindeligt beskikkede af birkepatronen på egen hånd, men efter at det allerede 1690 var blevet påbudt, at beskikkelserne skulle indsendes til kongelig konfirmation, blev beskikkelsesretten ved Forordning af 3. juni 1809 reduceret til en forslagsret.
Birkepatronen skulle nu foreslå 3 personer, blandt hvilke kongen ville beskikke den, han fandt værdigst til embedet. Da den private birkeret bortfaldt ved Grundloven, gik udnævnelsen endelig helt over til kongen.
Efter indførelsen af juridisk eksamen kunne kun eksaminerede personer (indtil 1821 også danske jurister) beskikkes til Birkedommer og birkeskriver, en bestemmelse, som det dog ikke altid var let at få overholdt for de private birkers vedkommende. Bestillingerne i disse var ofte meget slet aflagte, og lovgivningen kom først efterhånden ind på at stille bestemte krav med hensyn til lønningen.
I senere tid var det ikke ualmindeligt, at samme mand var dommer i flere private birker, eller at han med embedet i et sådant forenede stillingen som kongelig retsbetjent.
I det 17. og 18. århundrede var birkedommeren i de private birker som oftest meget afhængig af birkepatronen, hvad selvfølgelig kunne have uheldige følger for retsplejen. Birkedommeren har i øvrigt fra gammel tid indtaget en stilling, der er ganske analog med herredsfogdens. Ligesom denne var han oprindelig alene dommer, men blev siden det 18. århundrede også administrativ embedsmand. Titlen afskaffedes helt i 1919.